# 1964 في السعودية
تحتوي هذه المقالة على أهم الأحداث التي شهدتها السعودية في 1964، إضافة إلى أهم الشخصيات السعودية التي وُلدت أو تُوفيت في هذه السنة.

## السياسة

### الحكم
- الملك: سعود بن عبد العزيز آل سعود، حتى 2 نوفمبر.[1]
- الملك: فيصل بن عبد العزيز آل سعود، منذ 2 نوفمبر.

### تعيينات
- تعيين إبراهيم بن عبد الله السويل سفير السعودية في الولايات المتحدة الأمريكية.
- تعيين عمر بن محمود شمس الرشيدي رئيسًا للاستخبارات العامة السعودية.
- الملك فيصل بن عبدالعزيز يعين السيد داتو إبراهيم بن عمر السقاف قنصلًا عامًا للمملكة العربية السعودية في سنغافورة حيث يعد تعيينه بداية للعلاقات بين المملكة وسنغافورة.

#### نوفمبر
- 18:
  - خالد بن عبد العزيز آل سعود، النائب الأول للملك.[2]
  - فهد بن عبد العزيز آل سعود، النائب الثاني للملك.[2]

## أحداث
- انحلال مدرسة الطيران السعودية.
- إيقاف مطار عنيزة.
- إنشاء اللجنة الأولمبية العربية السعودية.
- توقف صدور مجلة قريش وهي من المجلات التي صدرت في مكة المكرمة وبتأسيسِ من أحمد محمد السباعي.
- بكر يونس يبدأ العمل مذيعًا تلفزيونيًا في التلفزيون السعودي.
- تبادل مذكرة اتفاقية التعاون الزراعي بين كل من إبراهيم السويل وزير الزراعة السعودي آنذاك، ووزير خارجية تايوان في حينها شين تشان خوان.
- بدأ الانتاج في حقل منيفة النفطي والذي يعد وخامس أكبر حقول النفط في العالم. وأحد أقدم الحقول البحرية النفطية. ويقع في المياه الإقليمية للمملكة العربية السعودية على الخليج العربي، على بعد قرابة 110 كلم شمال مدينة الظهران شرق السعودية.
- انضام المملكة العربية السعودية إلى مجموعة سبع وسبعين (بالإنجليزية: Group of 77) وهي تحالف مجموعة من الدول النامية. هدفها هو ترقية المصالح الاقتصادية لأعضائها مجتمعة، بالإضافة إلى خلق قدرة تفاوضية مشتركة ضمن نطاق الأمم المتحدة. وقد كانت نواة تأسيس المجموعة في الأصل تتكون من 77 عضوًا مؤسسًا ولكن المجموعة توسعت لتضم حاليا 130 دولة.
- سعود بن فيصل بن عبد العزيز آل سعود يتخرج من جامعة برينستون بولاية نيوجيرسي الأمريكية، حيث حصل على درجة البكالوريوس في الاقتصاد.
- قبول 67 طالبًا باعتبارهم أول دفعة لجامعة الملك فهد للبترول والمعادن.
- إنشاء مطار إقليمي لمنطقة القصيم بأمر الملك فيصل في ضاحية المليدا غرب مدينة بريدة بمنطقة القصيم.
- حصول الفنان التشكيلي السعودي عبدالحليم رضوي على الليسانس في فنون الديكور من كلية الفنون الجميلة في روما.
- تعيين ناصر بن حمد المنقور سفير للمملكة العربية السعودية في دولة الصين و كوريا الجنوبية و اليابان.
- الخطوط الجوية السعودية تستبدل طائرات (DC-4) سكاي ماستر بطائرات من طراز دوغلاس دي سي-6 لمواجهة الطلب المتزايد على حركة السفر الداخلي والدولي، وأضيفت لشبكة الرحلات الدولية محطات بومباي، دبي والخرطوم، كما تم تشغيل طائرة من طراز بوينغ (720) على خط جدة/الرياض/الظهران، وتشغيل خط التابلاين (الظهران/القيصومة/رفحة/بدنة) ومنها إلى كل من عمان وبيروت، بالإضافة إلى إدخال العديد من التحسينات التطويرية والإنشائية في المطارات الرئيسية الثلاثة في جدة والرياض والظهران لاستقبال الطائرات النفاثة.
- تصوير فلم Le Schiave Esistono Ancora الايطالي في المملكة العربية السعودية.
- تخرج الأمير مقرن بن عبد العزيز آل سعود من معهد العاصمة النموذجي.
- صدور مرسوم ملكي بإلغاء صحافة الأفراد، وتحول الصحافة في السعودية إلى أن تكون مؤسسية، حيث أعلن المرسوم نظام المؤسسات الصحفية الأهلية، فنشأت بهذا النظام ثمان مؤسسات صحفية إحداها أصبحت «مؤسسة مكة للطباعة والإعلام».
- تم تزويد منطقة الأحساء بنظام حديث لنقل وتوزيع مياه الري من العيون إلى المزارع بالقنوات الخرسانية، ونظام منفصل لتجميع مياه الصرف ونقلها إلى بحيرتين للتبخر خارج النطاق الزراعي.[3]
- حصول محمد بن أحمد الرشيد وزير التربية والتعليم السابق على شهادة البكالوريوس في اللغة العربية من جامعة الإمام محمد بن سعود الإسلامية 1964م وكان الأول على دفعته.
- محمد المفرح يبتدأ نشاطه بالتمثيل في الإذاعة حيث اشتهر باسم أبو مسامح.
- تغيير اسم معهد الأنجال إلى معهد العاصمة النموذجي حيث تم الانتقال إليه بعد تجهيزه وتوفر كافة الاحتياجات والإمكانات التي تساعد على إيجاد بيئة تربوية نموذجية.[4]
- تأسيس نادي طويق وهو نادي سعودي في علقة بالزلفي يعدّ أول ناد في المحافظة.
- إقامة انتخابات للمجالس البلدية في عهد الملك سعود في العاصمة الرياض و قسمت إلى 14 دائرة انتخابية.

### يناير
- 1: نهائي كأس ولي العهد.
- 11: قيام نهائي كأس الملك في نسخته السابعة وهو أول لقاء رسمي بين فريق الإتحاد السعودي و فريق الهلال السعودي، والذي بدوره انتهى بفوز نادي الاتحاد 3–0.

### مارس
- 8: عمل اتفاقية بين السعودية والكويت بخصوص تقسيم المنطقة المحايدة بينهما بالتساوي، وإلحاق كل من قسميها بإحدى الدولتين والقيام بتنظيم الموارد النفطية فيها، على أن يتم العمل بهذا الاتفاق بدلاً عن الوثيقة الموقعة بين البلدين سنة 1922م.[2]

### سبتمبر
- 5: لقاء بين الرئيس المصري جمال عبد الناصر وولي العهد السعودي فيصل بن عبد العزيز على هامش المؤتمر الثاني للقمة العربية في الإسكندرية بشأن الوضع في اليمن.[2]
- 14: اتفاق بين الرئيس المصري جمال عبد الناصر وولي العهد السعودي فيصل بن عبد العزيز على حل مسألة اليمن سياسياً.[2]

### نوفمبر
- 2: فيصل بن عبد العزيز ال سعود يصبح الملك الثالث للسعودية.
- 18: عمل تعديل في قانون مجلس الوزراء بموجبه يكون الملك رئيساً للحكومة يساعده في ذلك نائبان، وكان النائبان حينها خالد بن عبد العزيز وفهد بن عبد العزيز.[2]

## مواليد
- علي خرمي، أديب وشاعر.
- حسن النمر، إمام وخطيب.
- سعد خضر، ممثل ومخرج ومنتج سعودي
- كامل بدوي حصل على البكالوريوس في الجغرافيا البشرية من جامعة أم القرى[5] ولديه موسوعة عالم الثعابين (أول موسوعة عربية عن الثعابين)، يعمل كمتعاون مع الدفاع المدني بمكة المكرمـة في الحالات الطارئة الخاصة بالثعابين .[6][7]

- ناصر راشد الحمدان حكم كرة قدم سعودي دولي سابق. حصل على الشارة الدولية عام 1996.
- جاسم الصحيح، شاعر سعودي من الأحساء، صدر له العديد من الدواوين الشعرية.
- عامر الحمود، مخرج سعودي. يشغل منصب عضو مجلس إدارة هيئة الأفلام السعودية ومدير فرع الجمعية العربية السعودية للثقافة والفنون في منطقة الرياض.
- ناصر بن محمد الزمل هو كاتب ومفكر سعودي.
- عبد العزيز بن حمين الحمين رئيس سابق لهيئة الأمر بالمعروف والنهي عن المنكر.
- صالح الحمادي الروقي كاتب رياضي وصحفي سعودي من مواليد محافظة الزلفي.
- عبد الله علي الجشي هوَ أديب وشاعر وكاتب وصحفي ومؤرخ وشخصية بارزة من أعيانِ القطيف.
- إبراهيــم بن محمد البواردي فنان تشكيلي من مواليد محافظة المذنب حصل على دبلوم تربية فنية سنة 1403هـ.
- رابح صقر مغني وعازف وملحن وموزع موسيقي سعودي يعتبر من مشاهير اللحن والأداء في السعودية وفي الخليج والوطن العربي، لقُب بموسيقار الخليج.
- عبد الخالق الجنبي مؤرخ وباحث سعودي، يكتب في التاريخ والجغرافيا والأدب العربي.
- نايف بن خالد الوقاع أستاذ العقيدة والمذاهب المعاصرة والأمن الفكري- عضو المجلس العلمي- رئيس الدراسات المدنية- رئيس اللجنة الدائمة لشؤون الابتعاث والتدريب- رئيس لجنة التعيينات والاحتياج- عضو مجلس في كلية الملك خالد العسكرية.
- تركي بن عبد الله الشبانة وزير الإعلام السعودي السابق منذ 27 ديسمبر 2018 وحتى 25 فبراير 2020، وكان يشغل منصب الرئيس التنفيذي لقطاع التلفزيون في مجموعة "روتانا".اختارته مجلة "فارايتي" الأمريكية ضمن أقوى 500 شخصية عاملة في الإعلام حول العالم.
- عبد العزيز بن محمد بن عبد الرحمن السويلم بروفيسور سعودي، يشغل حالياً منصب الرئيس التنفيذي للهيئة السعودية للملكية الفكرية. وقبلها شغل منصب نائب رئيس مدينة الملك عبدالعزيز للعلوم والتقنية لدعم البحث العلمي كما عمل مستشاراً لدى المنظمة العالمية للملكية الفكرية "ويبو" (WIPO) ومنظمة الأمم المتحدة للتربية والعلم والثقافة (يونسكو).
- عائشة الحشر، روائية سعودية وُلدت في مدينة جدة.

### يناير
- 1:
  - عبد الله الشايع، دراج سابق.
  - هتون الفاسي، أكاديمية مختصة في تاريخ المرأة وكاتبة عمود.
  - علي الأمير، أديب وشاعر.
- 6: عبد الله اليوسف، كاتب وباحث إسلامي.
- 19: سعود الشريم، أحد أئمة المسجد الحرام.
- 31: يوسف المحيميد، روائي وصحفي.

### مارس
- 1: بسمة بنت سعود بن عبد العزيز آل سعود، كاتبة وناشطة إعلامية وهي ابنة الملك سعود.

### سبتمبر
- 16: عمر الديني، ممثل ومخرج ومنتج.

### نوفمبر
- 5: عبد العزيز الفوزان، أستاذ في الفقه المقارن وعضو مجلس هيئة حقوق الإنسان.
- 6: إبراهيم الحساوي، ممثل ومخرج ومنتج.